# Wilson Macías
Wilson Homero Macías (né le 30 septembre 1965 à Guayaquil en Équateur) est un joueur de football international équatorien, qui évoluait au poste de défenseur.

## Biographie

### Carrière en sélection
Avec l'équipe d'Équateur, il joue 33 matchs (pour aucun but inscrit) entre 1987 et 1991. 
Il figure notamment dans le groupe des sélectionnés lors des Copa América de 1989 et de 1991.

## Palmarès
Barcelona
- Championnat d'Équateur (1) :
  - Champion : 1991.